# Natalja Borissowna Kurowa
Natalja Borissowna Kurowa (russisch Наталья Борисовна Курова, wiss. Transliteration Natal'ja Borisovna Kurova; * 22. April 1962 in Moskau) ist eine ehemalige sowjetische Eisschnellläuferin.

## Werdegang
Kurowa, die für den Dynamo Moskau startete, wurde im Jahr 1981 sowjetische Juniorenmeisterin im Mini-Mehrkampf und im Jahr 1983 sowjetische Meisterin im Sprint-Mehrkampf sowie über 1000 m. Zudem kam sie bei sowjetischen Mehrkampf-Meisterschaften einmal auf den zweiten Platz und siegte im Jahr 1986 im Sprint-Mehrkampf sowie im Kleinen-Vierkampf. International trat sie erstmals in der Saison 1979/80 in Erscheinung. Dabei lief sie bei den Juniorenweltmeisterschaften 1980 in Assen auf den 11. Platz und bei der Mehrkampfweltmeisterschaft 1980 in Hamar auf den zehnten Rang im Mini-Mehrkampf. In den folgenden Jahren kam sie bei der Sprintweltmeisterschaft 1982 in Alkmaar auf den 30. Platz und bei der Sprintweltmeisterschaft 1983 in Helsinki auf den siebten Rang. In der Saison 1983/84 belegte sie beim Dynamo Cup in Berlin den dritten Platz über 1500 m sowie bei ihrer einzigen Teilnahme an Olympischen Winterspielen im Februar 1984 in Sarajevo den siebten Platz über 1500 m und in der Saison 1985/86 bei der Sprintweltmeisterschaft 1986 in Karuizawa den 30. Platz. Zudem gewann sie bei der Mehrkampfeuropameisterschaft 1986 in Geithus die Bronzemedaille im Kleinen Vierkampf. Nach Platz drei über 500 m sowie jeweils Platz eins über 1500 m und 3000 m bei der 3-Bahnen-Tournee in Inzell zu Beginn der Saison 1986/87, wurde sie bei der Mehrkampfeuropameisterschaft 1987 in Groningen Vierte und bei der Mehrkampfweltmeisterschaft 1987 in West Allis Siebte im Kleinen Vierkampf. Ende Februar 1987 nahm sie in Helsinki erstmals am Eisschnelllauf-Weltcup teil, wo sie mit dem dritten Platz über 500 m und dem zweiten Rang über 1000 m ihre einzigen Podestplatzierungen in dieser Rennserie errang. Letztmals international startete sie bei der Mehrkampfeuropameisterschaft 1988 in Kongsberg, wobei sie auf den sechsten Platz im Kleinen Vierkampf kam.

## Erfolge

### Olympische Spiele
- 1984 Sarajevo: 7. Platz 1500 m

### Mehrkampf-Weltmeisterschaften
- 1980 Hamar: 10. Platz Mini-Mehrkampf
- 1987 West Allis: 7. Platz Kleiner Vierkampf

### Sprint-Weltmeisterschaften
- 1982 Alkmaar: 30. Platz Sprint-Mehrkampf
- 1983 Helsinki: 7. Platz Sprint-Mehrkampf
- 1986 Karuizawa: 7. Platz Sprint-Mehrkampf

### Mehrkampf-Europameisterschaften
- 1986 Geithus: 3. Platz Kleiner Vierkampf
- 1987 Groningen: 4. Platz Kleiner Vierkampf
- 1988 Kongsberg: 6. Platz Kleiner Vierkampf

## Persönliche Bestleistungen
| Disziplin | Zeit        | Datum             | Ort        |
| --------- | ----------- | ----------------- | ---------- |
| 500 m     | 41,22 s     | 23. Februar 1986  | Karuizawa  |
| 1000 m    | 1:21,05 min | 20. März 1987     | Almaty     |
| 1500 m    | 2:07,98 min | 26. Dezember 1987 | Leningrad  |
| 3000 m    | 4:30,79 min | 8. März 1986      | Diwnogorsk |
| 5000 m    | 7:59,11 min | 5. Dezember 1986  | Almaty     |